# 大幡詩繪理
大幡詩繪理（日语：／ Ōhata Shieri；1998年11月5日—），或作大幡詩繪梨，是日本女演員，出身自埼玉縣，愛貝克思管理旗下藝人。

## 作品列表

### 電視劇
- 監獄公主（2017年10月17日－2017年12月19日，TBS電視台）：飾演 高山沙也香
- 幪面超人時王（2018年9月2日－2019年8月25日，朝日電視台）：飾演 月讀/假面騎士Tsukuyomi
- 戀愛可以持續到天長地久（2020年1月14日－3月17日，TBS電視台）：飾演 五十嵐優
- Silent Voice 行動心理搜查官·楯岡繪麻 第2季第4集（2020年5月2日，BS東視）：飾演 月影久美子
- HOMEROOM 班會（2020年1月24日-3月27日，MBS）：飾演 白鳥奈奈
- 青年警察：午夜跑者（2020年6月27日－9月5日，日本電視台）：飾演 橘冬美
- 青澀吸血鬼的煩惱 第3、4話（2021年2月22日、3月1日，TOKYO MX）：飾演 櫻田桃香
- 遺留搜查 第6季第8集（2021年3月4日，朝日電視台）：飾演 西澤紗香
- 腦科學律師 海堂梓 Doubt（2021年）：飾演 白間繪里
- 東大特訓班 第2季（2021年4月25日－6月27日，TBS）：飾演 瀨戶玲

### 電影
- 幪面超人平成 Generations Forever（2018年12月22日）：飾演 月讀
- 劇場版 幪面超人時王 Over Quartzer（2019年7月26日）：飾演 月讀
- 幪面超人令和 THE FIRST GENERATION（2019年12月21日）：飾演 月讀/假面騎士Tsukuyomi

### Original Video
- 假面騎士ZI-O NEXT TIME Geiz Majesty（2020年2月28日）：飾演 月讀/假面騎士Tsukuyomi

## 外部連結
- 個人官方網站（日語）
- 大幡詩繪理的Instagram帳戶